# Stephan Böhm (Ökonom)
Stephan Alexander Böhm (* 1978) ist ein deutscher Ökonom und Associate Professor für Betriebswirtschaftslehre (BWL), insbesondere Diversity Management und Leadership an der Universität St. Gallen. Er leitet als Direktor das Center for Disability and Integration an der Universität St. Gallen (CDI-HSG).

## Leben
Stephan Böhm studierte an der Universität St. Gallen und wurde dort promoviert. Für seine wissenschaftlichen Arbeiten hat er eine Vielzahl von Preisen gewonnen, wie beispielsweise 2019 den Impact Award der Universität St. Gallen sowie den Journal of Organizational Behavior Best Paper Award.
Neben seiner wissenschaftlichen Tätigkeit ist er als Trainer und Consultant für eine Vielzahl von Organisationen tätig und berät diese zu Fragen des Diversity- und Change Managements sowie der Führung von Mitarbeiterinnen und Mitarbeitern. Stephan Böhm lebt in Deutschland und der Schweiz und besitzt neben der deutschen auch die schweizerische Staatsbürgerschaft (Schweizer Bürgerrecht).

## Forschungsschwerpunkte
Die Forschungsschwerpunkte von Stephan Böhm umfassen Mitarbeiterführung, Personalmanagement, sowie Diversitäts- und Change-Management. Dabei steht die berufliche Inklusion von Menschen mit Behinderung, gesundheitsfokussierte Führung, sowie das Managements des demographischen Wandels im Vordergrund. Ferner untersucht Böhm den Zusammenhang von Digitalisierung, neuen Arbeitsformen und der Gesundheit von Menschen in Unternehmen.

## Publikationen
Monographien:
- Organisationale Identifikation als Voraussetzung für eine erfolgreiche Unternehmensentwicklung. Eine wissenschaftliche Analyse mit Ansatzpunkten für das Management. Gabler Verlag, Wiesbaden 2008, ISBN 978-3-8349-0840-7 (= Dissertation).
- mit Heike Bruch und Florian Kunze: Generationen erfolgreich führen. Konzepte und Praxiserfahrungen zum Management des demographischen Wandels. Gabler Verlag, Wiesbaden 2010, ISBN 978-3-8349-1042-4.

Herausgeberbände:
- mit Sven Kunisch und Michael Boppel (Hrsg.): From Grey to Silver. Managing the Demographic Change Successfully. Springer, Berlin/ Heidelberg 2011, ISBN 978-3-642-15593-2.
- mit Miriam K. Baumgärtner und David J. G. Dwertmann (Hrsg.): Berufliche Inklusion von Menschen mit Behinderung. Best Practices aus dem ersten Arbeitsmarkt. Springer Gabler, Wiesbaden 2013, ISBN 978-3-642-34783-2.